# 愛知淑徳大学の人物一覧
愛知淑徳大学の人物一覧（あいちしゅくとくだいがくのじんぶついちらん）は、愛知淑徳大学及び愛知淑徳短期大学に関係する人物の一覧記事。

## 主要な教職員

### 歴代学長
- 島田修三 - 創造表現学部教授・学長（2011 - 2025）

### 現職員
- 阿部卓也 - 創造表現学部准教授（デザイナー、メディア論、デザイン史研究者）
- 藤井誠二 - 非常勤講師（ノンフィクション作家）
- 柳井貴士 - 創造表現学部講師（日本文学研究、小説執筆）
- 真田幸光 - ビジネス学部教授(国際金融、地域経済)

### 退職職員
- 青木健 - 元創造表現学部非常勤講師（詩人、文芸評論家）
- 宇野善康 - 社会心理学者。
- 梅田卓夫 - 詩人、文芸学研究者。
- 江藤恭二 - 教育学者。
- 小倉斉 - 国文学科名誉教授（森鷗外研究者、日本近代文学研究者）
- 雲英末雄 - 国文学者。
- 久保朝孝 - 文学部国文学科名誉教授（源氏物語研究者）
- 清水良典 - 創造表現学部教授（文芸評論家）
- 高橋俊彦 - 元福祉貢献学部教授（精神病理学研究者）
- 都築久義 - 文学部国文学科名誉教授（尾崎士郎の弟子。国文学者）
- とりいかずよし - 創造表現学部名誉教授（漫画家）
- 中野三敏 - 国文学者、文化功労者。
- 樋口芳麻呂 - 日本文学研究者。
- 平林美都子 - 文学部英文学科名誉教授（英米文学者）
- 槇村さとる - 元非常勤講師（漫画家）
- 松井広志 - 創造表現学部准教授（メディア論、社会学）
- 三久保角男 - 元非常勤講師（元CBCアナウンサー）
- 村井順 - 日本文学研究者。
- 山田登世子 - フランス文学者。

## 著名な在校生

### 文学
- 吉川結衣 - 小説家

## OG・OB

### 政界
- 杉本純子 - 参政党参議院議員（2025-）。

### 研究者・学者
- 佐々木将芳 - 社会福祉学者。静岡県立大学短期大学部講師

### 文学
- 飛鳥井千砂 - 小説家。 (第18回小説すばる新人賞受賞 2005年)
- 綾里けいし - ライトノベル作家。 (第11回エンターブレインえんため大賞優秀賞受賞 2009年)
- 伊藤敬子 - 俳人。 (愛知県芸術文化選奨文化賞 2000年)
- 大江麻衣 - 詩人。 (第46回小熊秀雄賞受賞 2013年)
- 勝野かおり - 歌人。
- 鹿原育 - 小説家。ライトノベル作家。
- 久納美輝 - 歌人、詩人。
- 近藤達子 - 歌人。 (第38回短歌研究新人賞受賞 1995年)
- 白木健嗣 - 推理小説家。（第14回ばらのまち福山ミステリー文学新人賞受賞 2021年）
- 空上タツタ - ライトノベル作家。 （第6回GA文庫大賞優秀賞受賞 2014年）
- 野口あや子 - 歌人。 (第54回現代歌人協会賞受賞 2010年)

### 芸術
- 麻貴早人 - 漫画家。 (第73回小学館新人コミック大賞少年部門大賞受賞 2013年)
- 小池みき - 漫画家・ライター。 (第5回Tokyo SuperStar Awardsカルチャー賞 受賞 2014年)
- 下瀬川ひなる - 漫画家。(第17回「コミックジーン月例杯」〈銀賞〉 2017年)
- 中村俊介 - 洋画家。
- 花城黒和 - 漫画家。 (第73回小学館新人コミック大賞少年部門佳作受賞 2013年)

### 囲碁・将棋
- 室田伊緒 - 女流将棋棋士。囲碁棋士井山裕太の元妻。

### 芸能
- 石川聖子 - ローカルタレント、ラジオ・レポーター
- 石田真以 - モデル、タレント
- 大矢敦子 - モデル、女優
- かとうかず子 - 女優
- 沢井里奈 - タレント、アイドル
- 諏訪彩花 - 声優
- 鈴木裕之 - ヨーヨー世界チャンピオン
- 鈴木茉美 - 脚本家、演出家、女優
- 高木珠里　- 舞台女優
- 高木麻早 - シンガーソングライター、音楽家
- 服部真由子 - 放送作家
- 平松可奈子 - タレント、SKE48元メンバー
- 船橋いずみ - モデル、DJ
- 藤田房代 - スタントウーマン
- ジョン・ヘラム - タレント
- 森下ゆうじ - 放送作家

### スポーツ
- 彰人 - プロレスラー、DDTプロレスリング所属

### マスコミ
- 伊藤伸子 - アナウンサー
- 大嶽まどか - アナウンサー
- 小野木梨衣 - アナウンサー
- 粕谷康太郎 - 元アナウンサー
- 佐藤友香 - ラジオ・アナウンサー
- 高相祐子 - 元アナウンサー
- 竹内里枝 - 元キャスター
- 柘植瑞季 - アナウンサー
- 西森千芳 - 元STVアナウンサーで北海道日本ハムファイターズ・田中賢介選手の妻。
- 古木淑恵 - 元アナウンサー
- 村瀬寛美 - アナウンサー
- 柳沢彩美　- CBCテレビアナウンサー
- 山田真以 - アナウンサー
- 山口由里 - ラジオ・アナウンサー

## 愛知淑徳短期大学出身の人物

### 文学
- 後藤由紀恵 - 歌人。 (第6回現代短歌新人賞受賞 2005年)
- 時野慶子 - 詩人。（第35回中日詩賞新人賞受賞、1995年）
- 富田睦子 - 歌人。 (第15回現代短歌新人賞受賞 2014年)
- 南綾子 - 小説家。 (第4回女による女のためのR-18文学賞大賞受賞 2005年)
- 吉川トリコ - 小説家。 (第3回女による女のためのR-18文学賞大賞&読者賞受賞 2004年)

### 芸能
- 伊藤理恵 - ラジオパーソナリティ、歌手。
- 鐘丘りお - 声優。
- 平松圭子 - ローカルタレント。

### マスコミ
- 杉山裕子 - ナレーター。